# Russellville
Russellville er en spøgelsesby i Cochise County i delstaten Arizona, USA. 
Byen, som sprang op ved, og som levede af Peabody-minen, var hjem for omkring 100 mennesker. Fordi byen havde mange kvinder og familier, bevirkede det, at den havde en lovmand. Byen havde blandet købmandsforretning, smed, saloner, restauranter m.m. Da byen Johnson blev grundlagt i nærheden i 1883, pakkede Russellvilles indbyggere sammen og flyttede til Johnson. Dermed blev Russellville til spøgelsesby.